# Amatiño
Luis Alberto Aranberri Mendizabal (1945- ), más conocido por su pseudónimo Amatiño, es un político, escritor y periodista español. 
Amatiño ha destacado por su vinculación y promoción de los medios de comunicación en el País Vasco, principalmente en euskera. Fue director de la televisión pública vasca, Euskal Telebista (ETB), donde además fue presentador de sus informativos en euskera, lengua en la que ha desarrollado la mayor parte de su labor profesional. Ha sido responsable de diversos medios de comunicación, tanto públicos como privados del País Vasco. Vinculado política y profesionalmente al Partido Nacionalista Vasco, desempeñó entre 2004 y 2007 el puesto de director de Comunicación del Euzkadi Buru Batzar, máximo órgano de dicho partido. 

## Biografía
Nació en la ciudad guipuzcoana de Éibar, en el País Vasco, España, en 1945, y pronto se identificó con el desarrollo de la lengua vasca en los medios de comunicación.
Trabajó junto a periodistas en euskera, como Javier de Aramburu y Sagarzazu, Miren Jone Azurza y Mikel Atxaga, pioneros del resurgimiento periodístico de la lengua vasca. Bajo el pseudónimo de Amatiño comenzó su andadura profesional en 1964, como corresponsal local, en el semanario Zeruko Argia (Luz del Cielo), y en 1972 creó la sección Zenbat gara (Cuántos somos), de carácter informativo general, en esa misma revista.
En aquella etapa, Joseba Intxausti, historiador y ensayista, dijo de él:

Amatiño, pseudónimo que ha popularizado en muy poco tiempo, es esencialmente un periodista. Su trabajo está ligado a "Zeruko Argia", principal semanario vasco desde 1963. Ha demostrado un oficio sorprendente en un escritor que se ha hecho a sí mismo. Posee un lenguaje directo, informativo, no exento de una leve y juguetona ironía. En este campo, es posiblemente la primera pluma del país.

En 1976 fue contratado para trabajar en el recién creado periódico Deia, de corte editorial nacionalista vasco y apoyado por el PNV, y más tarde, en 1981, cuando se comienza a gestar la creación de la radiotelevisión pública vasca, el Gobierno Vasco le involucra en el proyecto participando en la Escuela de Radio Televisión Vasca y posteriormente en la Radio Televisión Vasca, EITB. Una vez creada ésta en 1982 (la primera emisión fue el 31 de diciembre de 1982), fue responsable de la puesta en marcha de los servicios informativos, donde ocupó el cargo de director de informativos, llegando, en 1985, a ser director de la televisión vasca, ETB. El informativo diario de la ETB, Gaur Egun, fue el primer informativo televisivo de la historia íntegro en euskera, siendo Amatiño su redactor jefe y presentador.
Después de la escisión del PNV de la que nació Eusko Alkartasuna (EA) en 1986, y la formación de un nuevo equipo directivo encabezado por José María Gorordo, Amatiño dimitió de su puesto en la televisión pública vasca, pasando a ser director del semanario Eguna en 1986, y en 1989 director-adjunto del diario Deia, hasta que en 1991 vuelve a ETB y es nombrado de nuevo director de la misma, cargo que dejaría para ocupar el primer puesto de la lista del PNV a la alcaldía de su ciudad natal, Éibar, en las elecciones municipales de 1995. No logró alcanzar la alcaldía, que siguió en manos del socialista Iñaki Arriola, si bien como concejal de Industria ocupó la presidencia de la mancomunidad del Bajo Deva, tareas que compatibilizó con las de jefe del gabinete de Presidencia del Parlamento Vasco durante toda la presidencia de Joseba Leizaola (1995-1998). Fue cuarto candidato del PNV al Congreso de los Diputados por Guipúzcoa en las elecciones generales del 12 de marzo de 2000, sin conseguir escaño.
Entre 1999 y 2002 fue director de gabinete de Josu Jon Imaz en el Departamento de Industria, Comercio y Turismo del Gobierno Vasco. En el año 2004, al ser elegido Imaz presidente del Euzkadi Buru Batzar, máximo órgano del PNV, Amatiño fue nombrado jefe de prensa del mismo.

## Trayectoria profesional y reconocimientos
La trayectoria profesional de Amatiño ha estado fundamentalmente relacionada con los medios de comunicación, sobre todo con la televisión pública vasca y con medios de comunicación afines al Partido Nacionalista Vasco. También ha desempeñado diversos cargos en las administraciones públicas vasca y trabajado directamente para el Partido Nacionalista Vasco.
En los medios de comunicación ha trabajado como corresponsal y redactor del semanario Zeruko Argia (1964-1976); dentro de Deia, redactor de la sección de euskera y cultura del diario (1976-1978) y director-adjunto (1989-1990); director de los Servicios Informativos (1983-1984) y director de Euskal Telebista (1985-1986 y 1991-1995); y director del semanario Eguna (1986-1988).
En la administración pública vasca ocupó los siguientes cargos: secretario general de Promoción Cultural del Consejo General Vasco (1979-1980), director de Promoción del Euskera del Gobierno Vasco (1980-1982), jefe del Gabinete de Presidencia del Parlamento Vasco (1995-1998). y director de Gabinete del Departamento de Industria, Comercio y Turismo del Gobierno Vasco (1999-2003). 
Posteriormente fue director de Comunicación del Euzkadi Buru Batzar, máximo órgano ejecutivo del Partido Nacionalista Vasco (2004-2007). A partir de 2008 se reincorpora a la actividad privada, creando su propia agencia de comunicación.
Es miembro correspondiente de la Real Academia de la Lengua Vasca desde 2006. Es también miembro del grupo vasco del Club de Roma.[cita requerida]
Ha recibido los siguientes premios y reconocimientos:
- Premio Kirikiño, al mejor periodista en lengua vasca (Durango, 1976).
- Premio Emakunde, del Instituto Vasco de la Mujer (Bilbao, 1990).
- Premio de Ensayo Becerro de Bengoa, convocado por la Diputación Foral de Álava, por su obra Intelektualak, telebista eta multimedia (Vitoria, 1996). El libro fue publicado por la Diputación en 1997 (ISBN 84-7821-335-X).